# Redface

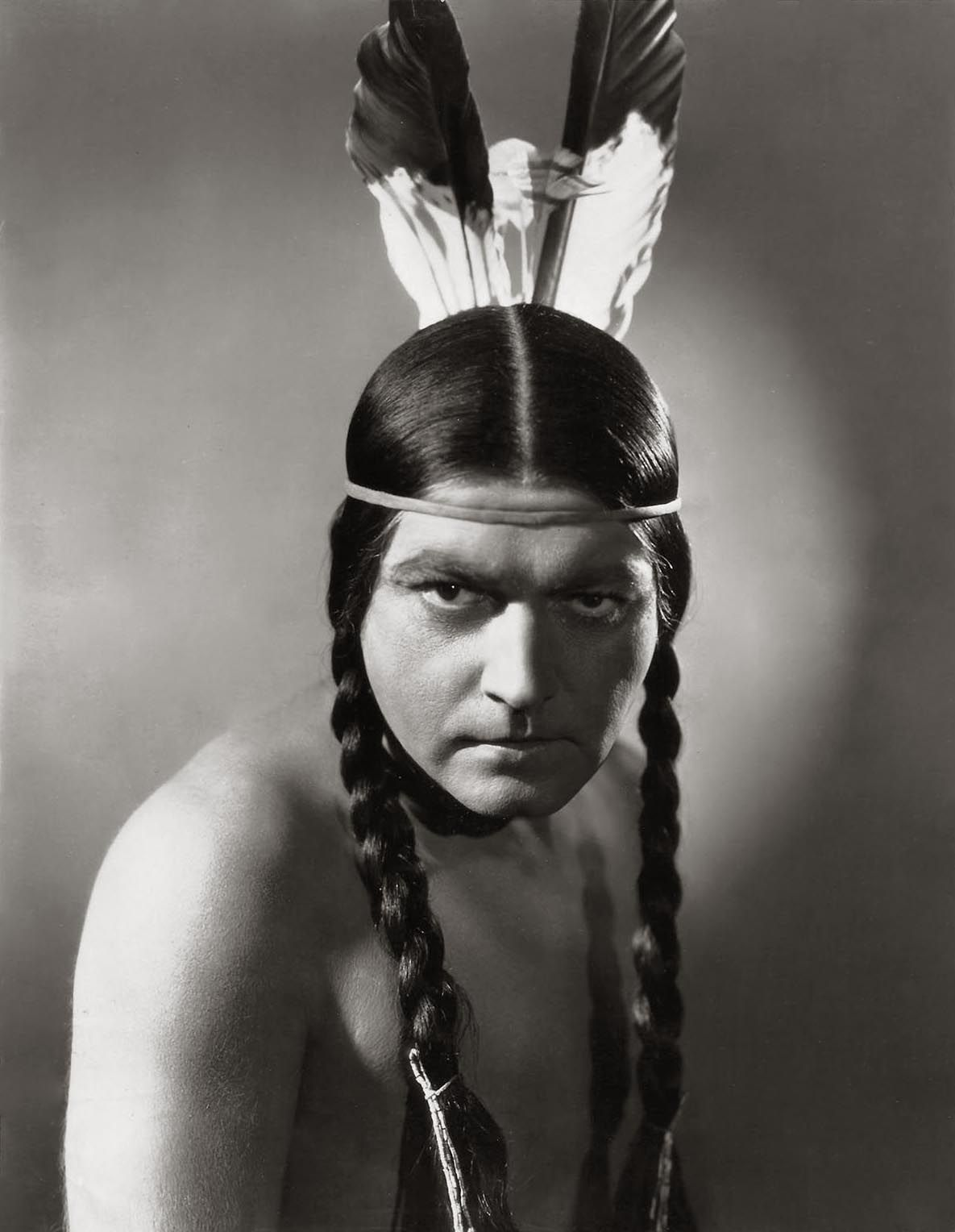
Der weiße US-Schauspieler Richard Barthelmess stellt einen Häuptling der amerikanischen Ureinwohner im Film „Massacre“ von 1934 dar.

Redface bezeichnet das Auftragen von Make-up, um den Hautton zu verdunkeln oder zu röten, sowie das Tragen von Federn, Kriegsbemalung usw. durch Nicht-Angehörige indigener Völker Amerikas, um sich als Indianer aus Nordamerika auszugeben oder auf andere Weise Stereotypen indigener Völker in Kanada und den Vereinigten Staaten aufrechtzuerhalten. Es ist analog zum Tragen von Blackface. Im frühen 20. Jahrhundert waren es oft weiße Darsteller, die beim Darstellen von Prärie-Indianern in Hollywood-Westerns sowohl „blackface“ als auch „redface“ trugen. In den Anfängen von amerikanischen Sitcoms trugen nicht-indigene Sitcom-Charaktere Kopfschmuck, führten Tomahawks mit sich, sprachen gebrochenes Englisch, spielten Squanto bei Thanksgiving-Zusammenkünften, erhielten „indianische“ Namen, tanzten wild und zeigten andere Beispiele für Darstellungen von „redface“.
„Redface“ wurde verwendet, um die nicht-indigene Übernahme indigener Kulturen zu beschreiben, unabhängig davon, wie wohlwollend diese sein mag, wie zum Beispiel die Künstler der Taos Society of Artists im frühen 20. Jahrhundert, die sich in ihren eigenen Werken in indigener Kleidung darstellten. Heute wird „Redface“ wie „Blackface“ und „Yellowface“ im Zusammenhang mit dem Begriff der kulturellen Aneignung diskutiert.
Neben dem Film ist Redface auch ein Phänomen im Sport, in der Mode und in der Popkultur. Oftmals im Zusammenhang mit dem Verhalten von Fans von US-Sportmannschaften mit indianischen Namen oder Maskottchen, wurde „Redface“ auch verwendet, um „Indianer“-Halloween-Kostüme zu beschreiben, die von indigenen Menschen als beleidigend angesehen werden, sowie Nachahmungen von heiligen Federhauben ('Warbonnet'), die als Modetrends getragen werden.